# Boško Tomašević

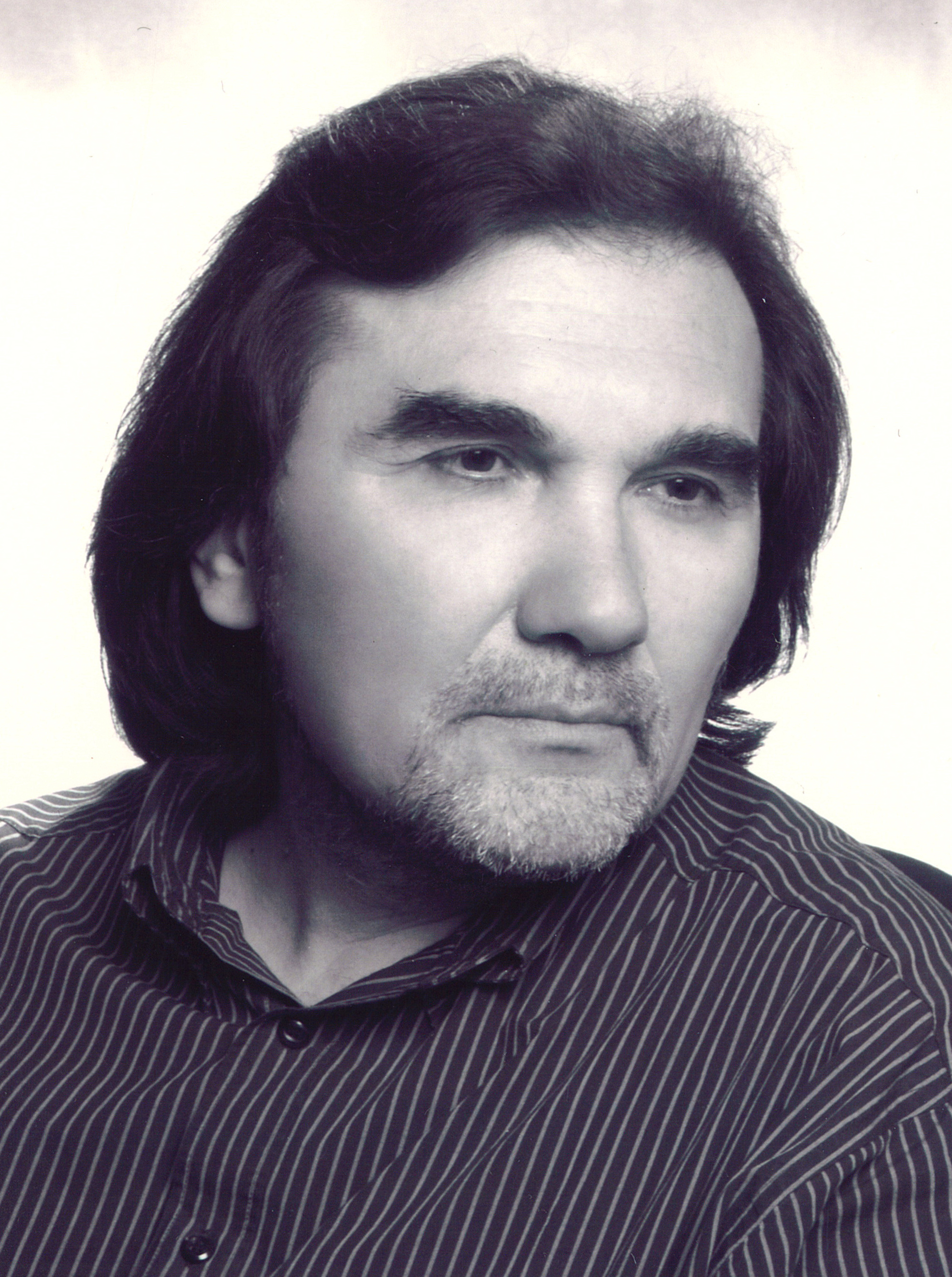
Boško Tomašević (2005)

Boško Tomašević (* 8. Mai 1947 in Bečej, Serbien) ist ein serbischer Schriftsteller, Literaturtheoretiker und Begründer der Schule der wesentlichen Dichtung.

## Leben und Werk
Boško Tomašević studierte von 1967 bis 1972 Allgemeine Literatur und Literaturtheorie an der Philologischen Fakultät der Universität Belgrad. Dort promovierte er 1982 mit einer Dissertation über die kartesianischen Grundlagen des Ich-Romans. Von 1976 bis 1990 arbeitete er in verschiedenen Pressezentren für Medien- und Kommunikationsforschung.
Nach 1990 war er an den Universitäten von Nancy (1990–1996), Freiburg (1990, 1994, 2001), Wien (1994, 1995, 1996), Erlangen 1998, Berlin (2000, 2001), Aachen (2005) und Innsbruck (1998–2001; 2009) in Forschung und Lehre tätig. Zu seinen Forschungsschwerpunkten zählen die poststrukturalistische Literaturtheorie, die Ontologie der Literatur und das Verhältnis von Dichtung und Philosophie.
Tomašević ist Mitglied der Europäischen Akademie der
Wissenschaften und Künste, des französischen und österreichischen P.E.N.-Clubs sowie der Société des gens de lettres de France.

## Poetik
Neben dem Schreiben literarischer, vor allem lyrischer Werke beschäftigte sich Tomašević mit Fundamentalontologie. Die Beschäftigung mit der Ontologie des literarischen Werkes führte ihn zu den Uranfängen der Sprache, der Dichtung und des Denkens, so wie diese von den vorsokratischen Denkern Heraklit und Parmenides definiert wurden. Vermittelt durch Heideggers Œuvre, beeinflussten die Forschungen dieser frühen Philosophen seine Poetiken, die er 2004 in der Monographie Bitno pesništvo: pesnički manifesti i kraće rasprave o pesništvu (dt.: Die wesentliche Dichtung: Ein dichterisches Manifest und kleinere Abhandlungen über die Dichtkunst) dargelegt hat.

### Poetik der wesentlichen Dichtung
Seit 1976 konzentriert sich Tomašević in seiner literarischen Tätigkeit vor allem auf das Schreiben von Poesie. Gleichzeitig interessiert ihn aber auch die Problematik der Ontologie des literarischen Werkes. Die Beschäftigung mit dieser Problematik führte ihn zur Erforschung der Natur von Sprache und des Verhältnisses von Dichtung und Denken. So entstand – beeinflusst durch Heideggers Arbeiten nach „Sein und Zeit“ (1927) – zwischen 1977 und 1983 in Anlehnung an Heideggers „Philosophie des wesentlichen Denkens“ Tomaševićs „Poetik der wesentlichen Dichtung“ als Ausdruck einer dichterisch begründeten Ontologie, die auf dichterische Weise das Sein denkt. Das erste Prinzip von Tomaševićs Poetik lautet: Die Poesie soll vor allem Ontologie sein, jener Aspekt des literarischen Ausdrucks, der sich mit dem (Be-)Singen der Wahrheit des Seins beschäftigt. In engem Zusammenhang mit diesem ersten Prinzip steht das zweite, nach welchem die Dichtung das Wesen der Dichtung bzw. ihr Verhältnis sowohl zur Wahrheit und zur Sprache als auch zum Denken besingen soll.
Werke dieser Poetik sind: Tumačenje Helderlina (Auslegung Hölderlins) (1977) und Spomen na Martina Hajdegera (Erinnerung an Martin Heidegger) (1980), beide veröffentlicht in einem Band unter dem Titel Čuvar vremena (Zeitbewacher) (1990). Außerdem die Gedichtsammlung Preispitivanje izvora (Überprüfung der Quellen) (1995) und der Gedichtzyklus Još jedna povest metafizike (Noch eine Geschichte der Metaphysik) in der Sammlung Appendix (2001).

### Poetik der Bibliothek und Kultur
Seit 1983, nach seiner Hinwendung zum postmodernen literarischen Paradigma, entwickelt Tomašević die „Poetik der Bibliothek und Kultur“, innerhalb derer er versucht – wie früher bereits Andrei Bely, Jorge Luis Borges oder Edmond Jabès –, seine Poesie mit einigen Werken der Weltliteratur in Dialog treten zu lassen und so einen proprietären Beitrag zu dem Phänomen der Metaliteratur bzw. Literatur in der Literatur zu leisten. Die Poetik der Kultur bzw. der „Weltbibliothek“ ist eine Manifestation der Existenz eines intertextuellen Paradigmas, welches darauf hinweist, dass jeder Text das Ergebnis eines vorherigen Textes darstellt, dass er unvollendbar und prozesshaft ist.
Werke dieser Poetik sind: Kartezijanski prolaz (Kartesianischer Durchgang) (1989), Celan-studije i druge pesme (Celan-Studien und andere Gedichte) (1991), Ponavljanje i razlika (Wiederholung und Differenz) (1993), Predeo sa Vitgenštajnom i druge ruševine (Landschaft mit Wittgenstein und andere Ruinen) (1995), Pesme ponavljanja i pesme razlike (Gedichte der Wiederholung und der Differenz) in der Sammlung Čistina i prisutnost (Lichtung und Anwesenheit) (2000).

### Poetik der „Dichtung der Erfahrung“
Nach 1994 entsteht eine neue Poetik, in der sich Tomaševićs eigene Erfahrung, die Erfahrung von seinem Da-Sein widerspiegelt, die Poetik der Dichtung der Erfahrung. Der Mensch erfährt die Wirklichkeit als Teil seines eigenen ontologischen Schemas. Der dichterische Begriff der Erfahrung bezieht sich einerseits auf die Lebenserfahrung des Autors selbst, andererseits auf die Aufdeckung der allgemeinmenschlichen Erfahrung des alltäglichen Daseins des Menschen in der Welt. In der Dichtung manifestiert sich, wie es sich mit dem Weilen des Menschen auf der Erde, seinem Sein als zeitliches und geschichtliches Wesen, verhält. Das Aufzeigen einer universellen menschlichen Erfahrung ist die conditio sine qua non dieser Poetik.
Werke dieser Poetik sind: Die Gedichtsammlungen Plan povratka (Plan zur Rückkehr) und Sezona bez Gospoda (Saison ohne Herrn), der Zyklus Doba približavanja (Zeit der Annäherung) in der Sammlung Nigde (Nirgendwo), und die Sammlungen Plodovi pohoda (Früchte der Heimsuchung) und Nikud (Nirgendwohin) sowie die Gedichte Studija testamenta (Studium des Testaments) und Arheologija praga (Archäologie der Schwelle).

## Einzeltitel

### Gedichtbücher
- Kartezijanski prolaz (Kartesianischer Durchgang). Institut za slavistiku, Göttingen 1989.
- Čuvar vremena (Zeitbewacher). Sfairos, Beograd 1990.
- Celan Etudes i druge pesme (Celan-Studien und andere Gedichte). Edicija Krovovi, Sremski Karlovci 1991.
- Videlo žiška (Licht des Streichholzes). Biblioteka 37, Sombor 1992.
- Svetlost za iskop (Licht für die Ausgrabung). Lazarica Press, Birmingham 1992.
- Ponavljanje i razlika / Repétition et différence (Wiederholung und Differenz). Presses de Université de Nancy II, Nancy 1992.
- Ugarci (Feuerspuren). Presses de Université de Nancy II, Nancy 1994.
- Celan-Ètudes. Cahiers Bleues. In französischer Übertragung. Troyes 1994.
- Predeo sa Vitgenštajnom i druge ruševine  (Landschaft mit Wittgenstein und andere Ruinen). Wiener Universitätsverlag, Wien 1995.
- Preispitivanje izvora  (Überprüfung der Quellen). Presses de Université de Nancy II, Nancy 1995.
- Plan povratka  (Plan der Rückkehr). Svetovi, Novi Sad (1996).
- Druga istorija književnosti  (Eine andere Literaturgeschichte). Svetovi, Novi Sad 1997.
- Sezona bez Gospoda  (Saison ohne Herrn). Svetovi, Novi Sad 1998.
- Studija testamenta  (Studium des Testaments). Svetovi, Novi Sad 1999.
- Čistina i prisutnost  (Lichtung und Anwesenheit). Apostrof, Beograd 2000.
- Pustinje jezika (Sprachwüsten). Apostrof, Beograd 2001.
- Appendix. Svetovi, Novi Sad 2001.
- Leto moga jezika  (Der Sommer meiner Sprache). Svetovi, Novi Sad 2002.
- Nigde  (Nirgendwo). Apostrof, Beograd 2002.
- Kureluk moga nezadovoljstva  (Kureluk meiner Unzufriedenheit). Lux Color Printing, Bečej 2004.
- Nova uzaludnost  (Erneute Vergeblichkeit). Svetovi, Novi Sad 2005.
- Plodovi pohoda. Conquistador  (Früchte der Heimsuchung. Konquistador). Narodna knjiga, Beograd 2008.
- Arheologija praga. Fukoova ostavština  (Archäologie der Schwelle. Foucaults Vermächtnis). Svetovi, Novi Sad 2008.
- Pesme od lipovog i bagremovog drveta  (Gedichte vom Linden- und Akazienbaum). Art-Projekat, Zrenjanin 2009.
- Kuda i nazad  (Wohin und zurück). časopisno izdanje Unus Mundus, Niš 2009.
- Arhiv (Archiv). Prometej, Novi Sad 2009.
- Nikud (Nirgendwohin). Braničevo, Požarevac 2011.
- Izabrane pesme (Ausgewählte Gedichte). Band I. Nova Misao, Novi Sad 2012.
- Ausgewählte Gedichte (Ausgewählte Gedichte). Band II. Nova Misao, Novi Sad 2013.
- Heiteres Wissen über das Scheitern. Treći trg, Beograd 2015.
- Das Vergessen, zu welchem wir werden. Adresa, Novi Sad 2015.
- Izabrane pesme (Ausgewählte Gedichte) 1975-2017. Band III. Čigoja štampa, Beograd 2017.
- Izabrane pesme (Ausgewählte Gedichte) 1975-2017. Band IV. Čigoja štampa, Beograd 2017.
- Ja Niko i Moloa (Ich Niemand und Molloy). Presing izdavaštvo, Mladenovac 2018.
- Red vremena, poredak stvari (Ordnung der Zeit, Anordnung der Dinge). Čigoja štampa, Beograd 2020.
- Buch von Winter, Sommer, Feld- und Gottesweg. Čigoja štampa, Beograd 2022.

### Gedichtbücher in deutscher Übertragung
- Cool Memories. Wiener Universitätsverlag, Wien 1994.
- Gespräch in Heidelberg. Schramm Verlag, Stuttgart 1998.
- Celan trifft H. und C. in Todtnauberg. Verlag Das Arsenal, Berlin 2005.
- Gesänge an Innsbruck. Berenkamp, Innsbruck 2006.
- Erneute Vergeblichkeit. Edition Neue Wege, Sangerhausen 2009.
- Übungen im Zweifel. Verlag im Proberaum, Klingenberg 2010.
- Früchte der Heimsuchung. Leipziger Literaturverlag, Leipzig 2011.
- Berliner Gedichte. Aphaia Verlag, Berlin 2011.
- Allerneueste Vergeblichkeit. Pop Verlag, Ludwigsburg 2011.
- Ausgewählte Gedichte. Podium Verlag, Wien 2012.
- Risse. Pop Verlag, Ludwigsburg 2015.
- Das Vergessen, zu welchem wir werden. Gedichte aus einem beschädigten Leben. Aus dem Serbischen von Helmut Weinberger. Löcker Verlag, Wien 2016, ISBN 978-3-85409-807-2.
- Der Abgrund unter jedem Grund. Aus dem Serbischen von Helmut Weinberger. Edition Art Science, St. Wolfgang 2017. ISBN 978-3-902864-72-7.
- Besinnung. Arovell Verlag, Gosau/Wien 2017.
- Buch aus Lindenholz. Aus dem Serbischen von Helmut Weinberger. Zweisprachige Ausgabe. Edition Melos, Wien 2022.
- Die Zeit, die übrig bleibt. 2023.

### Romane
- Zakasneli izveštaj jednoj akademiji (Ein verspäteter Bericht an eine Akademie). Löwenzahn Verlag, Innsbruck 2000.
- Niko, nigde. Pripovest arheologija  (Niemand, nirgends. Eine archäologische Erzählung). Löcker Verlag, Wien 2018.
- Im Dickicht meiner Landschaften. Presing izdavaštvo, Mladenovac 2021.

### Literarische Studien
- Kartesianischer Roman (Kartezijanski roman) • Naučna knjiga – Beograd (1989)
- Aus der Erfahrung des Seins und der Dichtung. Entwürfe zu einer Ontologie der Dichtung (Iz iskustva bitka i pevanja. Nacrt za jednu ontologiju pesništva) • Naučna knjiga – Beograd (1990)
- Selbstzerstörerische Theorien. Literaturtheorie und der Geist der Postmoderne (Samorazorne teorije. Književna teorija i duh postmodernizma) • Naučna knjiga – Beograd (1994)
- Unendlicher Austausch. Fundamentalontologie als Theorie der Dichtung (Beskonačna zamena. Fundamentalna ontologija kao teorija poezije) • Svetovi – Novi Sad (1997)
- Poesie und Seinsdenken (Poezija i mišljenje bića) • Apostrof – Beograd (1998)
- Endgültige Literaturtheorie. Eine postmoderne Perspektive (Konačna teorija književnosti. Jedna postmodernistička perspektiva) • Prosveta – Beograd (2001)
- Dichtung, Literaturtheorie, Existenz (Pesništvo, književna teorija, egzistencija) • Prosveta – Beograd (2003)
- Die wesentliche Dichtung: Ein dichterisches Manifest und kleinere Abhandlungen über die Dichtkunst (Bitno pesništvo. Pesnički manifesti i kraće rasprave o pesništvu) • Apostrof – Beograd (2004)
- Galileische Poetik. Skizzen über Metaphern des Schreibens (Galilejevska poetika. Ogledi o metaforama pisanja) • Stylos – Novi Sad (2004)
- Hermeneutik des Undurchsichtigen. Dichtung, Ontologie, Hermeneutik (Hermeneutika neprozirnog. Pesništvo, ontologija, hermeneutika) • Plato – Beograd (2006)
- Hammer ohne Herrn. Kritische Schriften (Čekić bez gospodara. Kritički spisi) • Braničevo – Požarevac (2009)
- Essays über die Literaturtheorie. Die Literaturtheorie und die derridianische Revolution (Ogledi o književnoj teoriji. Književna teorija i deridijanska revolucija) • Altera – Beograd (2011)
- Gegen eine Literaturtheorie (Protiv književne teorije) • Akademska knjiga – Novi Sad (2011)
- Das Denken des Schreibens (Mišljenje pisanja) • Mali Nemo – Pančevo (2012)
- Hervorgang des Seins. Das ontologische Geschehen des Dichtens • Traugott Bautz Verlag – Nordhausen (2014)
- Das Buch über René Char • Sent – Novi Pazar (2015)
- Dichterische Manifeste und Schriften über die Dichtung (Pesnički manifesti i spisi o pesništvu) • IU Misao – Novi Sad (2016)
- Randgänge der Literaturtheorie und Szenen des Schreibens (Margine književne teorije i scena pisanja) • Čigoja štampa – Beograd (2018)
- Opus totum. Mein Werk und die Kathedralen. Blick auf den zurückgelegten Weg (Opus totum. Moje delo i katedrale. Pogled na predjeni put) • Čigoja štampa – Beograd (2019)
- Das Sein, Sprache, Dichtung • OKF – Cetinje (2021)
- Über meine Poesie und meine Poetik • Čigoja štampa – Beograd (2022)
- Weite Endgültigkeit. Interpretation und seine Schatten • Kulturni centar Vojvodine Miloš Crnjanski – Novi Sad (2022)

## Zitate über die Dichtung
„Das dichterische Sagen führt die Dinge zu ihrer Gegenwärtigkeit. Diese Gegenwärtigkeit ist das Sagen selbst. Durch deutendes Verstehen erweist die Dichtung die Welt so, wie sie sich uns in ihrer Gegenwärtigkeit erweist. Dichtung ist Ontologie im ursprünglichsten Sinne des Wortes: Rede über das Wesen der Existenz des Seins.“

„Die Dichtung erforscht das Schauen des sterblichen Seins hinein in das Offene des Seins. Dies tut der dichtende Mensch, der die Dichtung als ein Zureden seines Daseienden versteht, um über diese Welt zu sprechen, indem er all das, was er in der Welt antrifft, vermittels der Sprache befreit. In dieser Sprachlichkeit der menschlichen Welterfahrung ist ein Aufzeigen dessen enthalten, wie es um das Seiende selbst bestellt ist.“

„Die Dichtung besingt die Nähe der Dinge innerhalb der menschlichen Wohnstätte. Sie lässt das, was gegenwärtig ist, was weggeht und was dem Menschen entgegenkommt, sichtbar werden. Die nachbarschaftliche Nähe der Dichtung im menschlichen Alltag führt zu einem Sich-Sammeln des Seins um das Nächste: Um die Feuerstelle, die des Menschen Urvertrauen in die Welt bewahrt.“

„Dichten innerhalb der wahren Dichtung ist ein Dichten über das Seiende vom Standpunkt der Wahrheit über das Seiende. Denn ‚das Denken des Seins ist die ursprüngliche Weise des Dichtens‘.“

„Wir können kein einziges Gedicht außerhalb von Illusion und Irrtum (er)dichten.“

„Jedes Gedicht ist absolut. Es sagt die Existenz des Seins. Von daher rührt seine Einfachheit.“

„Da das Gedicht Sprache ist, die Sprache aber meine Welt, weist die Sprache auf die Grenzen meiner Welt innerhalb der im Gedicht verwendeten Sprache.“

„Jedes existierende Gedicht ist der Keim eines neuen. Die Dichtung des neuen Alexandrismus gründet auf der Poetik der Intertextualität, das heißt auf der ausgefeiltesten und einflussreichsten Poetik des 20. Jahrhunderts.“

„Die Dichtung der Intertextualität wird beherrscht von der infinitistischen Metaphysik des Textes, von ‚textueller Transzendenz‘, von Transtextualität.“

„Jedes echte Gedicht enthält ein Singen vom Wesen der Existenz des Seins, die menschliche Erfahrung des Seienden und das Gedächtnis einer Bibliothek.“

„Die wahre Dichtung besingt das, was das griechische Denken alétheia nennt: Reinheit und Gegenwart. Beides ist im ersten Wort der Existenz, in der Sprache, enthalten.“

„Dichten und Sein sind dasselbe.“

„Dichter sein bedeutet: Einige Dinge durch Ansiedeln im Wesen der Sprache auf ihr Wesen zu weisen. Es bedeutet auch: Auf die unmittelbarste Weise über die Erfahrung des Daseins in seinem Dasein zu sprechen. Ein Privileg der wahren Dichtung ist es, dass sie aus dem Wesen dieser Beziehung selbst heraus spricht.“

„Dichten als Versuch der Seinsdichtung ist ein Feld der Offenheit auf dem Wege zur Wahrheit über das Seiende. Es ist ein unafhörlicher Fluss des denkenden Wesens und Lebens, geschöpft an seiner Quelle: der Dichtung selbst.“

„Das Gedicht bringt das Daseiende in seinen existierenden Zuständen ans Licht und somit die Verantwortung gegenüber dem, worüber es singt und was es aussagt.“

„Die Poesie widerspiegelt die Individualität des Seins des Daseins auf seinem Weg zum Anderen. Sie ist ein Schenken: Ein Hinführen des Seins des Daseins zum endgültigen Ziel der Weltgeschichte durch seine Selbstdarstellung, bzw. durch die Stimme seines Gewissens.“

„Dichten und Denken weilen (existieren) in der Sprache und gehören nachgerade durch die Sprache dem Reich des Wesenhaften an: einer für die Welt offenen, verstandenen und verstehenden Existenz.“

„Wahre Dichtung (ontologische Dichtung) muss ein Gespür für die wiederholte Frage nach dem Sein haben: das Hinführen des seienden Seins in seine Eigenheit. Dieses ‚Hinführen‘ heißt ursprünglich aghibasie: „Gehen-in-die-Nähe-des-Seins“ und es versucht das Licht des Seins erneut in dem zu finden, was Parmenides sagte: Denn es gibt das Sein.“